# デサ・ムック
デサ・ムック（スロベニア語: Desa Muck, 1955年8月22日 - ）は、スロベニアの女優・司会者・作家。フリーランスの作家として新聞へのコラム寄稿やラジオドラマの執筆を行っているが、とりわけジュブナイル作品で知られている。

## 生涯
1955年、スロベニアの首都リュブリャナに生まれた、有名な舞台女優、映画女優、小説家である。現在リュブリャナ大学に勤めているムック・クリスティアンの姪である。ムック・デサは幼児保育士、知的障害児の保育士、建設会社の設計士などの職業を経て、舞台女優、映画女優、小説家になる。現在は作家として活動している。
短編小説や記事を書いており、最も有名な作品は子供や学生向けの本である。貴重な経験を簡単にまとめた本が多い。その内容は、青春期の子供や学生がよく戸惑う学校、麻薬、精神、性的関心といったようなものである。その中でも「真面目に○○について」（blazno resno - ）という本のシリーズが最も有名で、青春期に役立つ本がよく知られている。2005年には「アニツァ」シリーズでスロベニアの児童文学作品賞であるレーウスティック賞 (Levstikova nagrada) を受賞した。

## 作品リスト
若者の文学
- Anica in grozovitež（アニツァと極悪人）, 2001
- Anica in materinski dan（アニツァと母の日）, 2001
- Anica in zajček（アニツァとウサギ）, 2001
- Anica in Jakob (アニツァとヤコブ）, 2002
- Anica in športni dan (アニツァと運動会）, 2002
- Anica in velike skrbi (アニツァと大心配）, 2003
- Anica in počitnice (アニツァと休み）, 2004
- Anica in velika skrivnost (アニツァと大きな秘密）, 2004
- Anica in in prva ljubezen (アニツァと初恋）, 2005
- Anica in skrivnostna maska (アニツァと謎の仮面）, 2007

他の作品
- Tistega lepega dne（あの美しい一日）, 1992
- Blazno resno o seksu（真面目にえっちについて）, 1993
- pod milim nebom（やさしい空の下に）, 1993
- blazno resno popolni（私たちはマジで完璧）, 1995
- Hči Lune（お月さんの娘）, 1995
- Blazno resno zadeti（私たちはマジでハイになっている）,1 996
- Kremplin（爪人）, 1996
- Lažniva Suzi（嘘つきのスージー）, 1997
- Blazno resno slavni（真面目に威明について）, 1998
- Fonton（フォントン）, 1998
- Blazno resno o šoli（真面目に学校について）, 2000
- Čudež v operi（オペラでの奇跡）, 2001
- Sama doma（家で一人ぼっち）, 2001
- Kakšne barve je svet（世界は何の色に染めているの？）, 2002
- Kokoš velikanka（とてもでかい鶏）, 2007
- Ko se želva izgubi ...（カメさんが迷子になると…）, 2009
- Nebo v očesu lipicanca（リピッツァナーの目に映っている空）, 2010

大人向け作品
- Panika（パニック）, 2003
- Neskončno ljubljeni moški（限りなき永遠の愛をしっている男）, 2004
- Pasti življenja（人生の罠）, 2005
- Peskovnik Boga Otroka（神様の子の砂場）, 2006
- Pasti življenja II（人生の罠II）, 2007
- Nebo v očesu lipicanca（リピッツァナーの目に映っている空）, 2010